# ラウトレッジ哲学百科事典
ラウトレッジ哲学百科事典（ラウトレッジてつがくひゃっかじてん、Routledge Encyclopedia of Philosophy、REP）は、イギリスの出版社 テイラーアンドフランシスグループがラウトレッジというインプリントのもとで発行している哲学に関する巨大な百科事典。紙媒体、CD-ROM、オンライン・バージョンという三つの異なる媒体を通して発行されている。
内容は充実しているが非常に高価であり、大学図書館の機関購読などを経由せずに個人で利用することは難しい。例えば書籍版の10分冊版の値段は約4000～5000米ドル（日本円にして約50～70万円）である。